# EP Большого Пса
EP Большого Пса (лат. EP Canis Majoris) — одиночная переменная звезда в созвездии Большого Пса на расстоянии (вычисленном из значения параллакса) приблизительно 6932 световых лет (около 2125 парсеков) от Солнца. Видимая звёздная величина звезды — от более +15m до +10,9m.

## Характеристики
EP Большого Пса — красная пульсирующая переменная звезда, мирида (M).